# 石井常雄
石井 常雄（いしい つねお、1928年（昭和3年）9月1日 - 2020年（令和2年）4月27日）は、昭和から平成時代の政治家。千葉県茂原市長。千葉県茂原市出身。茂原市名誉市民。位階は従四位。

## 経歴
千葉県茂原市出身。
茂原農業高校（現千葉県立茂原樟陽高等学校の前身）を経て、海軍航空学校卒業。
茂原市助役を経て、1988年（昭和63年）茂原市長に就任した。ほか、長生郡市広域市町村圏組合管理者、九十九里地域水道企業団企業長、千葉県国民健康保険団体連合会理事長などを歴任した。
市長在任中には茂原市立美術館・郷土資料館や駅前学習プラザの設置といった社会教育事業、総合運動公園「長生の森公園」の誘致、さらに「健康都市宣言」や茂原市保健センターの建設などの健康増進政策まで幅広い事業に尽力した。また高齢者のための市民バス運行や茂原駅前の再開発、そして「東金・茂原・木更津間首都圏中央連絡自動車道建設促進協議会長」として圏央道の早期開通を目指すなど、茂原市の都市基盤や都市計画を整備し、発展に大きく貢献した。そのほかにも農業振興や新市庁舎の建設、オーストラリア・ソルズベリー市との姉妹都市提携など、その功績は多岐にわたる。
2009年（平成21年）茂原市名誉市民に推挙された。2020年（令和2年）4月27日死去、91歳。死没日をもって従四位に叙される。

## 栄典

### 勲章等
- 2009年（平成21年）4月29日 - 旭日中綬章[2]
- 2020年（令和2年）4月27日 - 従四位[3]

### その他表彰
- 2006年（平成18年）7月10日 - 国土交通大臣表彰（建設事業関係功労）
- 2007年（平成19年）6月6日 - 全国市長会会長表彰（地方自治特別功労在職20年）
- 2007年（平成19年）10月17日 - 法務大臣表彰（戸籍事務功労）
- 2008年（平成20年）10月3日 - 総務大臣表彰（地方自治行政功労）
- 2009年（平成21年）2月21日 - 茂原市名誉市民